# 妙頂寺 (広島市)
妙頂寺（みょうちょうじ）は、広島県広島市中区十日市町にある日蓮宗の寺院。山号は経王山、院号を寿福院という。広島藩の筆頭家老をつとめた浅野右近大夫忠吉公の墓所がある。旧本山は大本山妙顕寺(四条門流)。

## 歴史
日遊の開基で創建。天文20年（1551年）頃、現在の安芸高田市から現在地に移転した。昭和20年（1945年）8月6日の広島原爆で伽藍を焼失した。爆心地からの距離はおよそ550メートル。2014年（平成26年）最上堂が開堂した。

## 文化財
- 日蓮書状断簡　（広島市指定文化財（古文書）、昭和63年（1988年）12月26日指定）

## その他
- 境内には被爆した石灯篭や墓石が残る。
- 広島平和記念資料館に妙頂寺の被爆瓦が保管されている。
- 広島平和資料館所蔵の原爆の絵（上藤軍六画）によると原爆投下の翌日の8月7日には妙頂寺山門前に黒焦げの遺体が積み上げられたという。
- アメリカ戦略爆撃調査団のチーフカメラマン、ハーバート・スッサンにより被爆直後の妙頂寺が撮影されている。

## 関連資料
- 日蓮宗新聞　平成26年（2014年）2月11日付
- 岡本安正『傘寿追懐』広島中央印刷（1999年）